# Auricalcita
La auricalcita es un mineral del grupo de los carbonatos.
Conocido desde la antigüedad como cobre de Corinto, la primera mención  moderna, en 1788,  se debe a Eugène Louis Melchior Patrin, que la describió como "calamina verdosa con cobre" y como "latón natural" en ejemplares procedentes de la mina Tchaghirski, en Siberia. La descripción detallada, que permitió considerarla una especie mineral independiente, se debe a Theodor Bottger, que le  dio nombre al mineral por su contenido en zinc y cobre, del griego όρειχαλκος, aurichalcum, nombre del orichalcum, un metal fabuloso. El mineral que estudió procedía de  la mina Loktevskoye (Loktevssii), en el curso superior del río Loktevka, Krai de Altái, Siberia Occidental, Rusia, que es consecuentemente la localidad tipo

## Formación

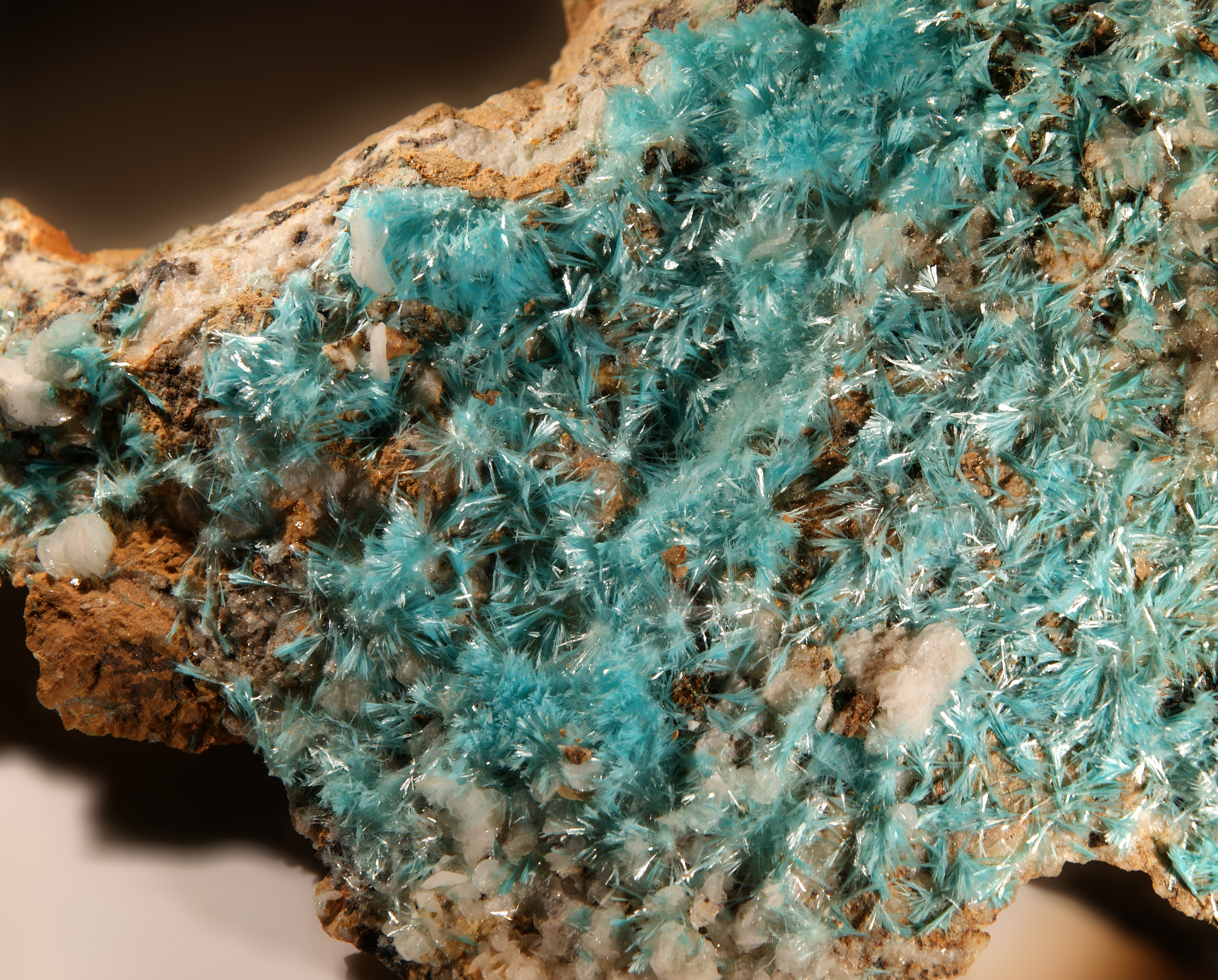
Auricalcita. Mina de Escouloubre, Axat, Aude, Francia (cristales de 6mm)

La auricalcita es un mineral secundario común, producto de alteración de la zona de oxidación de los depósitos de zinc y cobre. Se encuentra sobre estos depósitos formando tapices de microcristales aciculares o laminares de  color azul más o menos verdoso, traslúcidos y muy frágiles . Muy rara vez forma cristales bien definidos, de tamaño milimétrico. Aparece asociada a otros minerales secundarios, como hidrocincita, smithsonita, malaquita, rosasita, calcita  y óxidos de hierro.

## Yacimientos
Como ya se ha indicado, la auricalcita es un mineral común, conociéndose en centenares de localidades. En México son famosos y muy apreciados por los coleccionistas, los ejemplares de auricalcita de la mina Ojuela, en Mapimi, Durango. En España la auricalcita aparece en casi todas las minas de zinc de Cantabria,  siendo especialmente conocidos los ejemplares procedentes de las minas de Ándara, en Cillorigo de Liébana, y los de la mina Jozarcu, en el desfiladero de la Hermida, Peñarrubia. También se encuentran ejemplares notables en la mina Antonina, en Sobrado, León